# Carniella tsurui
Carniella tsurui là một loài nhện trong họ Theridiidae.
Loài này thuộc chi Carniella. Carniella tsurui được Hirotsugu Ono miêu tả năm 2007.